# Rosaria Aiello
Rosaria Aiello (Catania, 12 maggio 1989) è un'ex pallanuotista italiana.

## Biografia
Cresciuta nel vivaio della Mediterraneo Catania, ha esordito in serie A1 con la stessa squadra siciliana nella stagione 2003-04. Dopo alcune stagioni nel 2007 si trasferisce alla Plebiscito Padova e l'anno successivo torna in Sicilia nella squadra dell'Ortigia.
Nel 2010 ritorna nuovamente a Catania, ma questa volta tra le file della più blasonata squadra etnea, con la quale nello stesso anno conquista lo scudetto.
Con la nazionale juniores ha conquistato la medaglia d'oro ai campionati europei di categoria nel 2008 e l'anno successivo è stata convocata nella nazionale maggiore, con la quale ha preso parte alla World league nel 2009, ed a due edizioni degli europei: nel 2010, conclusi ai piedi del podio, ed a quelli vittoriosi del 2012.

## Palmarès

### Club
- Campionato italiano: 3

Orizzonte Catania: 2010-11, 2018-19, 2020-21
- Coppe Italia: 4

Orizzonte Catania: 2011-12, 2012-13, 2017-18, 2020-21
- FIN Cup: 1

Orizzonte Catania: 2017-18
- Coppe LEN: 1

Orizzonte Catania: 2018-19
- Supercoppa LEN: 1

Orizzonte Catania: 2018-19

### Nazionale
- Olimpiadi

Rio de Janeiro 2016: 
- Mondiali

Kazan' 2015: 
- World League

Kunshan 2014: 
- Europei

Eindhoven 2012: 
Belgrado 2016: 
- Oro ai campionati europei juniores: 1

Chania 2008